# Сузана Пауновић
Сузана Пауновић (Ужице, 1969) српска је правница. Од фебруара 2013. године је директорка Канцеларије за људска и мањинска права Владе Републике Србије.

## Образовање
Основне студије Сузана Пауновић завршила је на Правном факултету у Београду. Правосудни испит положила је 2000, а докторирала 2012. године.

## Професионална каријера
У области социјалне заштите радила од 1995. године, а у Министарству рада и социјалне политике од 1997. године.
У министарству рада и социјалне политике руководила је организационим јединицама које обављају послове у области породично-правне заштите (усвојење, хранитељство), као и социјалне заштите (инспекцијски надзор у области социјалне заштите). Од 2001. године је активно учествовала у осмишљавању и спровођењу реформи система социјалне заштите. Од 2009 до 2012. године била на месту помоћника министра рада и социјалне политике. Средином 2012. постала је помоћница директора Канцеларије за људска и мањинска права. Крајем фебруара 2013. године именована је на челно место те институције.
Удружење стручних радника социјалне заштите Србије 2012. године доделило јој прву Републичку награду за допринос социјалној заштити Србије.
Сузана Пауновић је учествовала, као излагач, на бројним националним и међународним скуповима, као и у раду бројних радних група за израду различитих прописа у области социјалне заштите, заштите права детета и посебно осетљивих група. Била је предавач на бројним семинарима стручног усавршавања запослених у области социјалне заштите.

## Политичка каријера
Сузана Пауновић је чланица Социјалдемократске партије Србије. Председница је Одбора за социјалну политику и локалне иницијативе и један од потпредседника те странке.